# Ћешин
Ћешин (пољ. Cieszyn) је град у Пољској у Војводству Шлеском у Повјату cieszyński. Према попису становништва из 2011. у граду је живело 36.248 становника.

## Становништво
Према прелиминарним подацима са пописа, у граду је 2011. живело 36.248 становника.
| 2002.  | 2011.  | 2012.  |
| ------ | ------ | ------ |
| 36.640 | 36.248 | 36.119 |

## Партнерски градови
- Чешки Тјешин
- Рожњава